# Marcelo Balboa
Pour les articles homonymes, voir Balboa.
Marcelo Balboa est un joueur de football (soccer) américain né le 8 août 1967 à Chicago dans l'Illinois. Il est le troisième joueur américain le plus sélectionné avec 128 matchs (pour 13 buts) derrière Cobi Jones et Jeff Agoos.
Aujourd'hui il est commentateur sur les chaines américaines ESPN et ABC.

## Équipe nationale
Il débute avec l'équipe des États-Unis  en 1988 et connaît sa dernière sélection en 2000.
Il a disputé trois Coupes de monde, en 1990, 1994 et 1998.
Il a également participé à une Copa América (en 1995), ainsi qu'à trois Gold Cup (en 1991, 1996 et 1998).
Au total il possède 128 sélections et 13 buts en équipe nationale.

## Palmarès
Il remporte la Gold Cup en 1991.